# 大豪健嗣
大豪 健嗣（だいごう けんし、1952年5月23日 - ）は、秋田県山本郡山本村（のち山本町、現・同郡三種町）出身で、花籠部屋に所属した大相撲力士。本名は板倉 昇（いたくら のぼる）。身長186cm、体重120kg。得意手は右四つ、上手投げ。最高位は東前頭11枚目（1977年1月場所）。

## 来歴・人物
中学校在学中に花籠部屋へ入門し、1966年5月場所で初土俵を踏んだ。
幕下までは順調に番付を上げたが、幕下上位で苦戦し出世が遅れた。1973年11月場所より弓取式を務め、十両に昇進した1975年3月場所でも弓取式を務めたことから、この1場所だけではあるが「関取による弓取式」として話題になった。
1975年11月場所で新入幕を果たし、以降、1977年7月場所まで幕内を計4場所務めた。
しかし、幕内では1度も勝ち越せず、4場所とも二桁黒星を喫している。
上手でも下手でも、左からの投げに威力があった。根は右四つではあるが左右どちらの四つでも取れる、いわゆる「なまくら四つ」だったが、やや闘志に欠けたためか大成できなかった。
1982年3月場所を以って29歳で引退し、借り株で日本相撲協会に残ったが、1988年9月に廃業。
その後は東京都国分寺市で、相撲料理店を営んだ。

## 主な成績・記録
- 通算成績：498勝482敗14休 勝率.508
- 幕内成績：14勝46敗 勝率.233
- 現役在位：94場所
- 幕内在位：4場所
- 各段優勝
  - 十両優勝：1回（1976年11月場所）

### 場所別成績
| | 一月場所 初場所（東京） | 三月場所 春場所（大阪）  | 五月場所 夏場所（東京） | 七月場所 名古屋場所（愛知） | 九月場所 秋場所（東京）   | 十一月場所 九州場所（福岡） |
| --- | ----------------------- | ------------------------ | ----------------------- | --------------------------- | ------------------------- | --------------------------- |
| 1966年 （昭和41年） | x                       | x                        | （前相撲）              | 西序ノ口27枚目 4–3          | 東序二段74枚目 休場 0–0–7 | 東序ノ口筆頭 3–4            |
| 1967年 （昭和42年） | 東序ノ口筆頭 休場 0–0–7 | （前相撲）               | 西序ノ口19枚目 5–2      | 西序二段77枚目 3–4          | 東序二段95枚目 4–3        | 西序二段65枚目 4–3          |
| 1968年 （昭和43年） | 東序二段45枚目 4–3      | 西序二段22枚目 3–4       | 東序二段33枚目 5–2      | 東三段目99枚目 4–3          | 西三段目78枚目 5–2        | 西三段目45枚目 3–4          |
| 1969年 （昭和44年） | 西三段目50枚目 2–5      | 西三段目63枚目 2–5       | 西三段目82枚目 5–2      | 西三段目53枚目 6–1          | 東三段目12枚目 6–1        | 東幕下42枚目 1–6            |
| 1970年 （昭和45年） | 東三段目9枚目 3–4       | 東三段目20枚目 5–2       | 東幕下60枚目 6–1        | 西幕下36枚目 1–6            | 西三段目3枚目 6–1         | 西幕下36枚目 4–3            |
| 1971年 （昭和46年） | 東幕下29枚目 4–3        | 西幕下23枚目 5–2         | 東幕下12枚目 2–5        | 東幕下26枚目 3–4            | 東幕下35枚目 5–2          | 西幕下16枚目 5–2            |
| 1972年 （昭和47年） | 西幕下9枚目 3–4         | 東幕下13枚目 4–3         | 東幕下10枚目 3–4        | 東幕下17枚目 3–4            | 西幕下23枚目 4–3          | 西幕下20枚目 4–3            |
| 1973年 （昭和48年） | 東幕下15枚目 3–4        | 西幕下20枚目 3–4         | 西幕下26枚目 3–4        | 西幕下34枚目 3–4            | 東幕下44枚目 5–2          | 西幕下26枚目 5–2            |
| 1974年 （昭和49年） | 西幕下13枚目 3–4        | 西幕下17枚目 5–2         | 東幕下6枚目 2–5         | 西幕下20枚目 6–1            | 東幕下4枚目 3–4           | 西幕下7枚目 6–1             |
| 1975年 （昭和50年） | 東幕下筆頭 4–3          | 西十両13枚目 10–5        | 東十両6枚目 8–7         | 東十両4枚目 9–6             | 東十両筆頭 8–7            | 西前頭13枚目 4–11           |
| 1976年 （昭和51年） | 西十両4枚目 7–8         | 西十両5枚目 8–7          | 西十両3枚目 8–7         | 東十両筆頭 8–7              | 東前頭14枚目 5–10         | 西十両4枚目 優勝 11–4       |
| 1977年 （昭和52年） | 東前頭11枚目 2–13       | 東十両8枚目 9–6          | 東十両4枚目 9–6         | 西前頭12枚目 3–12           | 西十両4枚目 6–9           | 東十両10枚目 9–6            |
| 1978年 （昭和53年） | 東十両5枚目 9–6         | 東十両筆頭 6–9           | 西十両5枚目 10–5        | 西十両筆頭 8–7              | 西十両筆頭 6–9            | 西十両7枚目 8–7             |
| 1979年 （昭和54年） | 東十両5枚目 8–7         | 西十両2枚目 7–8          | 東十両3枚目 7–8         | 西十両3枚目 8–7             | 西十両筆頭 5–10           | 東十両8枚目 10–5            |
| 1980年 （昭和55年） | 東十両2枚目 8–7         | 東十両2枚目 7–8          | 西十両5枚目 7–8         | 西十両7枚目 7–8             | 西十両9枚目 8–7           | 東十両7枚目 6–9             |
| 1981年 （昭和56年） | 東十両9枚目 8–7         | 東十両5枚目 5–10         | 東十両11枚目 8–7        | 西十両8枚目 8–7             | 東十両8枚目 6–9           | 西十両13枚目 6–9            |
| 1982年 （昭和57年） | 西幕下3枚目 5–2         | 西十両12枚目 引退 3–12–0 | x                       | x                           | x                         | x                           |
| 各欄の数字は、「勝ち-負け-休場」を示す。 優勝 引退 休場 十両 幕下 三賞：敢=敢闘賞、殊=殊勲賞、技=技能賞 その他：★=金星 番付階級：幕内 - 十両 - 幕下 - 三段目 - 序二段 - 序ノ口 幕内序列：横綱 - 大関 - 関脇 - 小結 - 前頭（「#数字」は各位内の序列） |                         |                          |                         |                             |                           |                             |

### 幕内対戦成績
| 力士名 | 勝数 | 負数 | 力士名 | 勝数 | 負数 | 力士名   | 勝数 | 負数 | 力士名 | 勝数 | 負数 |
| ------ | ---- | ---- | ------ | ---- | ---- | -------- | ---- | ---- | ------ | ---- | ---- |
| 青葉城 | 1    | 1    | 大潮   | 0    | 1    | 大登     | 0    | 2    | 大鷲   | 0    | 1    |
| 魁輝   | 1    | 1    | 金城   | 1    | 0    | 北瀬海   | 2    | 0    | 麒麟児 | 0    | 1    |
| 琴風   | 0    | 2    | 琴ヶ嶽 | 0    | 1    | 琴乃冨士 | 0    | 1    | 大受   | 1    | 1    |
| 隆ノ里 | 0    | 1    | 玉輝山 | 0    | 2    | 千代櫻   | 0    | 1    | 天龍   | 0    | 1    |
| 栃東   | 0    | 1    | 羽黒岩 | 0    | 2    | 長谷川   | 0    | 1    | 播竜山 | 0    | 3    |
| 福の花 | 0    | 1    | 二子岳 | 1    | 0    | 双津竜   | 1    | 0    | 増位山 | 0    | 2    |
| 舛田山 | 0    | 2    | 陸奥嵐 | 0    | 1    | 豊山     | 0    | 1    |        |      |      |

## 改名歴
- 久光（ひさみつ、1966年7月場所-1967年3月場所）※師匠・花籠（元前頭3・大ノ海）の名から取った。
- 板倉（いたくら、1967年5月場所-1969年5月場所）
- 宮桜（みやざくら、1969年7月場所-1973年7月場所）
- 板倉 健嗣（いたくら けんし、1973年9月場所-1975年7月場所）※新十両時の四股名。
- 大豪 健嗣（だいごう －、1975年9月場所-1979年1月場所）※幕内在位は、すべてこの四股名の時。
- 大剛 健嗣（だいごう －、1979年3月場所-1982年3月場所（引退））

## 年寄履歴
- 鳴戸 昇（なると のぼる、1982年3月-1983年4月）
- 不知火 昇（しらぬい － 、1983年4月-1986年5月）
- 山響 昇（やまひびき － 、1986年5月-1988年5月）
- 北陣 昇（きたじん － 、1988年5月-同年9月（廃業））